# 普莱森特瓦利 (加利福尼亚州)
普莱森特瓦利（英語：Pleasant Valley）是位於美國加利福尼亞州埃爾多拉多縣的一個非建制地區。該地的面積和人口皆未知。

## 地理
普莱森特瓦利的座標為38°40′59″N 120°39′47″W / 38.68306°N 120.66306°W，而該地的平均海拔高度為750米（即2461英尺）。